# Oligolepis keiensis
Oligolepis keiensis és una espècie de peix de la família dels gòbids i de l'ordre dels perciformes.

## Morfologia
- Els mascles poden assolir 7 cm de longitud total.[1][2]

## Hàbitat
És un peix de clima tropical i demersal.

## Distribució geogràfica
Es troba des d'Inhaca (Moçambic) fins a la desembocadura del riu Fish (Sud-àfrica), incloent-hi les Seychelles i Madagascar.

## Observacions
És inofensiu per als humans.